# Дезеретский алфавит
Дезеретский алфавит (англ. The Deseret alphabet, 𐐔𐐯𐑅𐐨𐑉𐐯𐐻/𐐔𐐯𐑆𐐲𐑉𐐯𐐻) — фонетический алфавит, разработанный в середине XIX века правлением Дезеретского университета (ныне Университет Юты) под руководством Бригама Янга, второго президента мормонской церкви. Название дано в честь нереализованного мормонского проекта по созданию штата Дезерет.
Янг публично заявлял, что алфавит должен заменить традиционный латинский алфавит, поскольку он точнее отражает фонетику английского языка. Как он говорил, это бы позволило новым иммигрантам быстрее освоить чтение и письмо на английском языке, правописание которого не отражает фонетический облик слов. Подобные эксперименты по созданию фонетической письменности для английского языка получили широкое распространение в XIX—XX веке; среди наиболее успешных проектов можно назвать стенографию Питмена и алфавит Бернарда Шоу. Янг предписал изучение дезеретского алфавита в школах.

## Создание и использование
Создание алфавита является заслугой двух людей — Парли Пратта (предка губернатора Митта Ромни) и Джорджа Д. Уотта, местного эксперта по стенографии (позднее Уотт был отлучён от мормонской церкви). Заказ на создание алфавита исходил от комитета, состоящего из управляющего совета Дезеретского университета и церковных лидеров — Парли Пратта и Хибера Кимбелла.
Возможно, на создание дезеретского алфавита мормонов вдохновил пример фонетического алфавита, который создал Майкл Хал Бартон (Michael Hull Barton). Его проект был опубликован в 1830—1832 гг. Бартон изначально был квакером, в октябре 1831 г. обратился в мормонскую веру в Портсмуте[уточнить] (как раз в период его экспериментов с созданием алфавита), однако уже через несколько месяцев перешёл в шейкерство, продолжая при этом поддерживать контакты с мормонскими лидерами по крайней мере до кризиса преемника 1844 года. За несколько лет существования алфавит Бартона подвергся нескольким редакциям.
На дезеретском алфавите были опубликованы как минимум 4 книги: The First Deseret Alphabet Reader, The Second Deseret Alphabet Reader, Книга Мормона и выдержка из Книги Мормона под заглавием «First Nephi-Omni». Кроме того, в газете Deseret News новым алфавитом публиковались статьи и выдержки из Нового завета. Помимо того, сохранилась большая коллекция рукописного и эпиграфического материала дезеретским алфавитом, в том числе одно надгробие в Сидар-Сити, несколько монет и медалей, письма, дневники и протоколы совещаний. Пратт курировал подготовку публикации новым алфавитом Библии, а также мормонских Учения и заветов. Одним из наиболее любопытных примеров является использование алфавита в словаре англо-хопи.
Несмотря на поддержку со стороны мормонской администрации, дезеретский алфавит не получил широкого распространения. Одной из причин были высокие расходы на распространение: по подсчётам Пратта, создание достаточно крупной библиотеки книг на новом алфавите обошлось бы примерно в миллион долларов (весьма значительная сумма для конца XIX века). Отдельные энтузиасты алфавита, тем не менее, существуют и в начале XXI века.

## Критика
В дезеретском алфавите нет буквы для фонемы /ə/ («шва»), что указывалось как его крупнейший фонологический недостаток. Мормонский миссионер Мэрион Шелтон предлагал добавить в алфавит новый символ для шва, похожий на турецкую i без точки (ı), но эта идея не получила распространения.
При создании азбуки намеренно избегались выносные элементы, что было обусловлено большей склонностью литер с выносными элементами к износу. Данное решение было раскритиковано как «катастрофическая» ошибка, сделавшая текст выглядящим «монотонно», а все написанные им слова внешне похожими одно на другое. В некоторых компьютерных шрифтах и напечатанных книгах была предпринята попытка решить этот вопрос через добавление выносных элементов.

## Алфавит
Заглавные и строчные буквы отличаются только размером. Серым выделены буквы, присутствующие не во всех вариантах алфавита.
| Буква       | Буква  | Название     | Название         | МФА  |
| Изображение | Юникод | Оригинальное | Русская передача | МФА  |
| ----------- | ------ | ------------ | ---------------- | ---- |
|             | 𐐀 𐐨    | long e       | и                | /i/  |
|             | 𐐁 𐐩    | long a       | эй               | /eɪ/ |
|             | 𐐂 𐐪    | long ah      | а                | /ɑ/  |
|             | 𐐃 𐐫    | long aw      | о                | /ɔ/  |
|             | 𐐄 𐐬    | long o       | оу               | /oʊ/ |
|             | 𐐅 𐐭    | long oo      | у                | /u/  |
|             | 𐐆 𐐮    | short e      | и                | /ɪ/  |
|             | 𐐇 𐐯    | short a      | э                | /ɛ/  |
|             | 𐐈 𐐰    | short ah     | э                | /æ/  |
|             | 𐐉 𐐱    | short aw     | о                | /ɒ/  |
|             | 𐐊 𐐲    | short o      | а                | /ʌ/  |
|             | 𐐋 𐐳    | short oo     | у                | /ʊ/  |
|             | 𐐌 𐐴    | i            | ай               | /aɪ/ |
|             | 𐐦 𐑎    | oi           | ой               | /ɔɪ/ |
|             | 𐐍 𐐵    | ow           | ау               | /aʊ/ |
|             | 𐐧 𐑏    | u            | ю                | /ju/ |
|             | 𐐎 𐐶    | woo          | ву               | /w/  |
|             | 𐐏 𐐷    | ye           | йи               | /j/  |
|             | 𐐐 𐐸    | h            | х                | /h/  |

| Буква       | Буква  | Название     | Название         | МФА  |
| Изображение | Юникод | Оригинальное | Русская передача | МФА  |
| ----------- | ------ | ------------ | ---------------- | ---- |
|             | 𐐑 𐐹    | p            | пи               | /p/  |
|             | 𐐒 𐐺    | b            | би               | /b/  |
|             | 𐐓 𐐻    | t            | ти               | /t/  |
|             | 𐐔 𐐼    | d            | ди               | /d/  |
|             | 𐐕 𐐽    | che          | чи               | /t͡ʃ/ |
|             | 𐐖 𐐾    | g            | джи              | /d͡ʒ/ |
|             | 𐐗 𐐿    | k            | кей              | /k/  |
|             | 𐐘 𐑀    | ga           | гей              | /ɡ/  |
|             | 𐐙 𐑁    | f            | эф               | /f/  |
|             | 𐐚 𐑂    | v            | ви               | /v/  |
|             | 𐐛 𐑃    | eth          | эт               | /θ/  |
|             | 𐐜 𐑄    | the          | ди               | /ð/  |
|             | 𐐝 𐑅    | s            | эс               | /s/  |
|             | 𐐞 𐑆    | z            | зи               | /z/  |
|             | 𐐟 𐑇    | esh          | эш               | /ʃ/  |
|             | 𐐠 𐑈    | zhe          | жи               | /ʒ/  |
|             | 𐐡 𐑉    | er           | эр               | /ɹ/  |
|             | 𐐢 𐑊    | l            | эл               | /l/  |
|             | 𐐣 𐑋    | m            | эм               | /m/  |
|             | 𐐤 𐑌    | n            | эн               | /n/  |
|             | 𐐥 𐑍    | eng          | энг              | /ŋ/  |